# Міст П'єра Пфлімлена
48°29′29″ пн. ш. 7°46′11″ сх. д. / 48.4914° пн. ш. 7.7697388888889° сх. д.
Міст П'єра Пфлімліна — автомобільний міст, перетинає Рейн приблизно за 5 км на південь від Страсбурга на річковому кілометрі 282,2. 
Відкрито для руху 10 жовтня 2002 року після двох років і семи місяців будівництва. 
Споруда має дві смуги, а також пішохідну та велосипедну доріжки. 
Сполучає район Нойріду Альтенгайм (L98) з Ешо в Ельзасі (N353).
Міст названий на честь юриста і політика П'єра Пфлімлена, мера Страсбурга в 1959-83 рр.

## Історія
Міст сплановано і побудовано за ініціативи Франції спільно із землею Баден-Вюртемберг. У 1959 році відбулися перші переговори між Францією та Німеччиною з будівництва нової переправи через Рейн поблизу Страсбурга. 
Через чотирнадцять років з’явився план дорожнього руху міста Страсбург. 
У 1980 році тристороння урядова комісія Франції, Німеччини та Швейцарії нарешті визначила лінію Альтенгайм — Ешо на південь від Страсбурга новим переходом через Рейн. 
У 1983 році проект було включено до транспортного плану землі Баден-Вюртемберг, а через рік було визначено остаточний маршрут. 

Метою було звільнити міст Європи між Келем і Страсбургом від транзитного трафіку. 
Державний договір, необхідний для реалізації проекту, підписано 5 червня 1996 року під час французько-німецького саміту в Діжоні. 
 
У тому ж році рішення про затвердження планування видано у Франції та 15 липня 1997 року в Німеччині, яке стало остаточним в 1999 році. 
Після того, як консорціуму двох німецьких будівельних компаній доручили побудувати міст через річку, 11 лютого 2000 року закладено перший камінь, а 10 жовтня 2002 року відбулося урочисте відкриття мосту для руху. 

Земля Баден-Вюртемберг, взяла на себе половину німецької частки витрат на будівництво автомобільного мосту на державній дорозі Баден-Вюртемберг L 98. 
Будівництвом керувала французька адміністрація. 
Під’їзний міст з французької сторони та річковий міст побудовано Францією як замовником із застосуванням французьких правил і стандартів, на основі проекту французької адміністрації автомобільних доріг SETRA («Service d'Etudes Techniques des Routes et Autoroutes»). 
Земля Баден-Вюртемберг була замовником під’їзного мосту на березі Німеччини, а будівництво велося згідно німецьких норм. 

## Транспортне значення

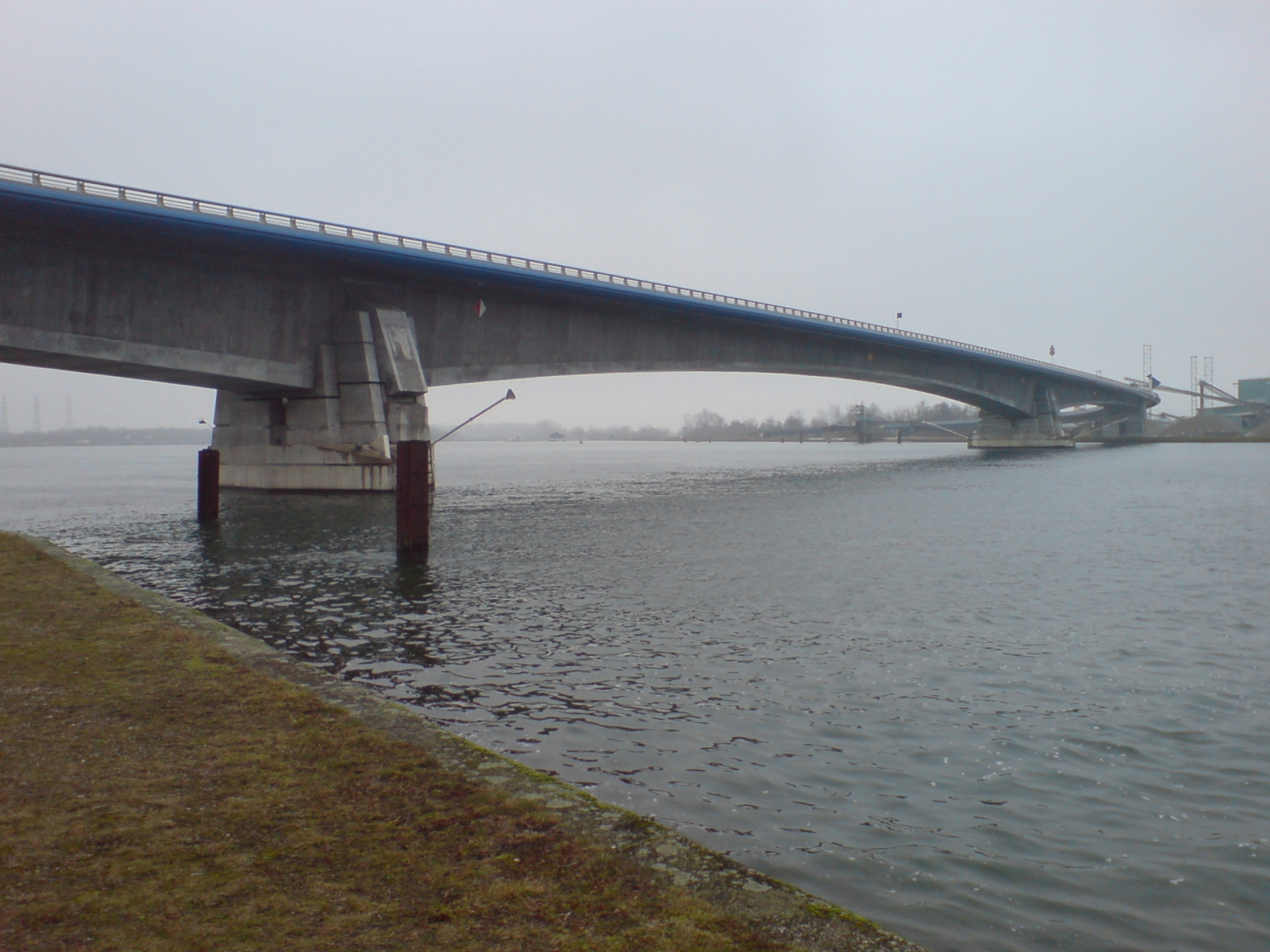

Будівництво мосту через Рейн було проектом транс'європейської транспортної мережі TEN. 
Це частина перехресного сполучення між німецьким A5 і французьким A35, яке, окрім транскордонного трафіку, також сприяє покращенню сполучення між Страсбурзьким аеропортом та Німеччиною. 
З французької сторони має сполучення з дорогою N 353 — автострадою з двома смугами в кожному напрямку. 
Після автомагістрального мосту в Оттмарсгаймі, який приблизно на двадцять років старший, міст П'єра Пфлімлена є другим новим мостом через Рейн на німецько-французькому кордоні, який побудовано після Другої світової війни для надрегіонального дорожнього руху і не мав попередньої конструкції. 
Це перший постійний пункт пропуску через Рейн у цій зоні, який не має жодних (постійних) типових прикордонних об’єктів (будівель митниці та контролю тощо). 
Інші нові мости побудовані для відновлення переходів через Рейн після руйнування Другої світової війни та як частина розвитку Рейну (будівництво каналів і гребель) або мають лише регіональне транспортне значення. Розглядається питання щодо планування ще двох нових мостів через Рейн між Рустом і Майсенгаймом, які обслуговуватимуть місцевий рух 

і між Леррахом і Віллаж-Неф, за для сполучення A 98 з A35. 

## Конструкція

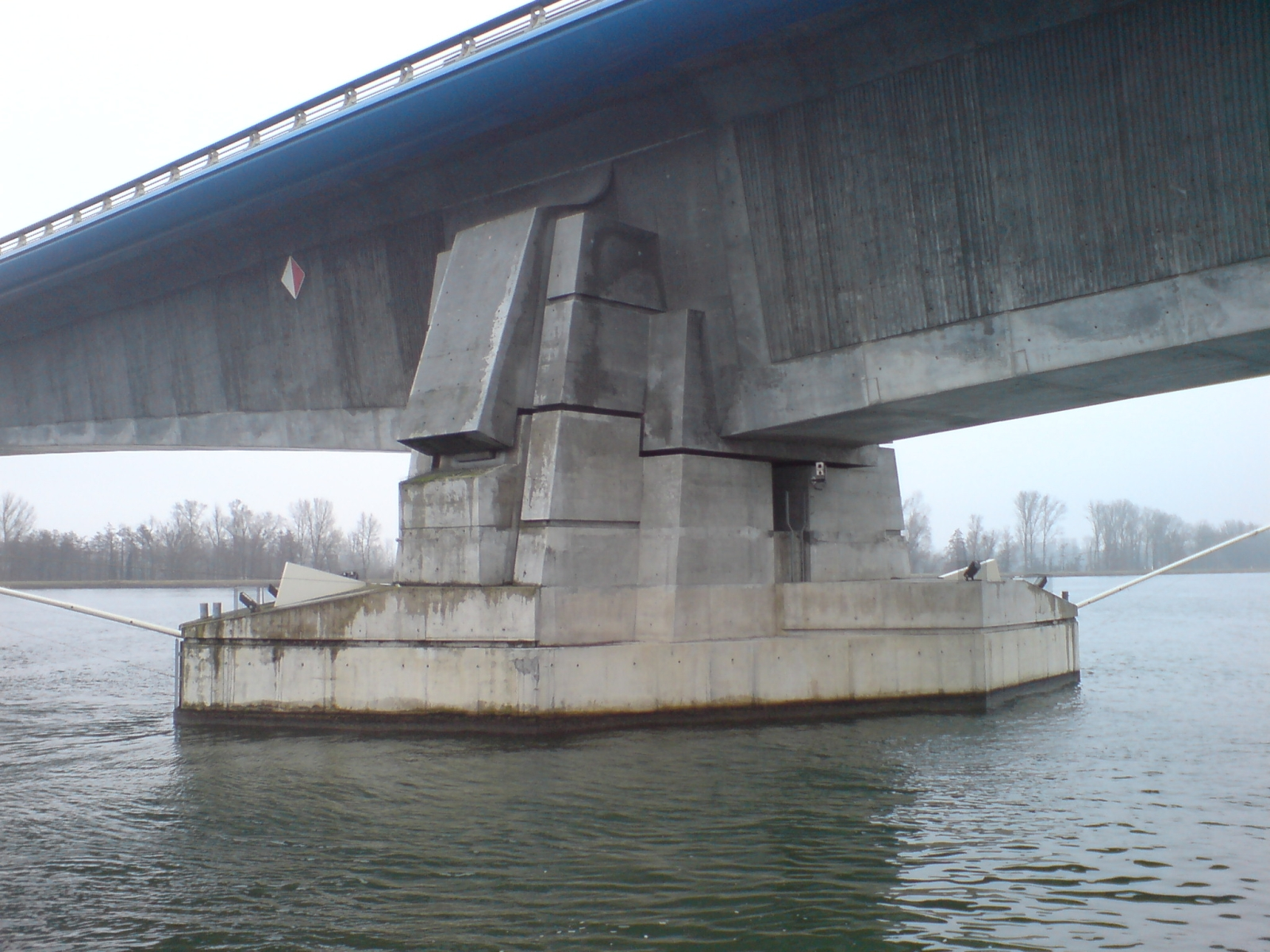
Пілон

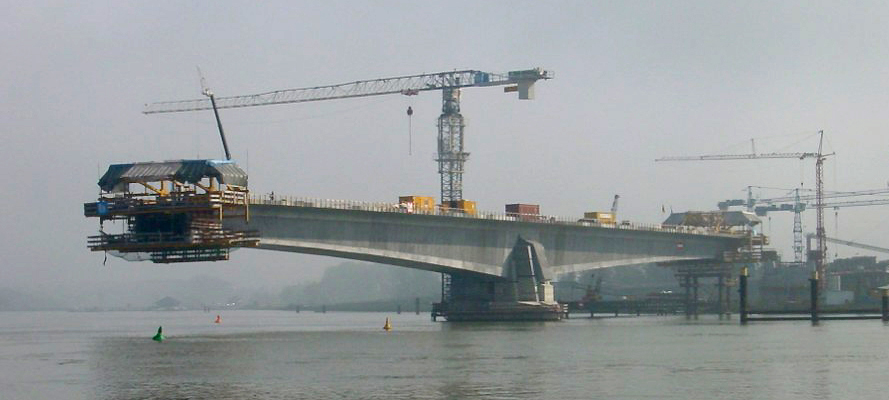
Консолі пілона

Міст шириною 14,75 м складається з трьох прогонів і має загальну довжину близько 972 м. 
З французької сторони розташований під’їзний міст довжиною 215 м з чотирма прольотами довжиною 53,75 м, який побудовано поетапно як залізобетонний міст коробчатого балкового перерізу. 
Має глибокий фундамент з великими буронабивними палями. 
Трипролітний головний міст має довжину 461,7 м, головний проліт 205 м і бічні 123,4 і 133,3 м. 
Опори, на яких він спирається, закладені на палях довжиною близько 50 м. 
Це балковий міст, побудований консольним методом з довжиною циклу від 3,5 до 5,0 метрів на тиждень. 
Він має сильно вигнуту попередньо напружену бетонну коробчату балку з висотою 8,6 метра на опорі та 4,5 метра в середині мосту, і її вдалося реалізувати з дуже тонкою формою з використанням високоякісного бетону. 
З боку Німеччини є ще один під’їзний міст із попередньо напруженого бетону довжиною 295 м із п’ятьма прольотами та максимальною довжиною 64 м. 